# 磁带机

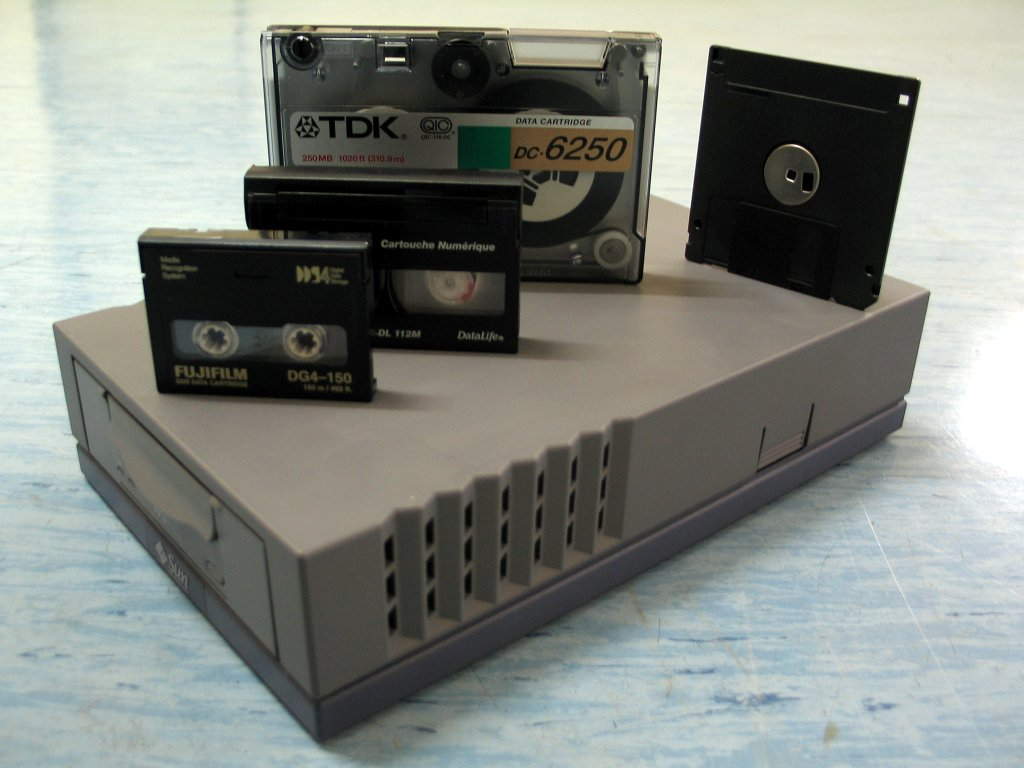
数位信息存储磁带机。从右到左分别为：microdisk 3.5", DC tape（250 MB，6毫米，1020英尺），DL tape（8毫米，367英尺），DDS 4 tape（20 GB 无压缩，4毫米，492英尺）

磁帶機（英語：Tape Drive）是一種可以讀寫磁带的裝置，是一种经济、可靠、容量大、速度快的电脑储存备份设备。
1970年代個人電腦興起初期，硬碟機尚不普遍且價格昂貴，使用卡式錄音帶的磁帶機是常用於軟體和大量資料儲存的個人電腦週邊。而後磁帶機一般指单驱动器产品。采用高纠错能力编码技术和写后即读通道技术，可以大大提高数据备份的可靠性。根据装带方式的不同，一般分为手动装带磁帶機和自动装带磁帶機（即自动加载磁帶機）。
自动加载磁帶機实际上是将磁带和磁帶機有机结合组成的。自动加载磁帶機是一个位于单机中的磁带驱动器和一个自动磁带更换装置组成的，它可以从装有多盘磁带的磁带匣中拾取磁带并放入驱动器中，或执行相反的过程。它可以备份100GB-200GB或者更多的数据。自动加载磁帶機能够支持例行备份过程，自动为每日的备份工作装载新的磁带。一个拥有工作组服务器的小公司可以使用自动加载磁帶機来自动完成备份工作。
目前提供磁帶機的厂商很多，IT厂商中HPE（原惠普的企業產品部門）、IBM、Exabyte（安百特）等均有磁帶機产品，另外专业的存储厂商如StorageTek、ADIC、Spectra Logic等公司均以磁帶機、磁带库等为主推产品。
儘管磁帶機已經淡出消費級市場，但是由於經濟、容量大、備份恢復速度不亞於硬碟機而在企業級市場仍有使用。至2015年，IBM製造的磁帶容量已經高達10TB（TS1150磁帶，使用IBM 3592標準的磁帶機），開放磁帶組織（Linear Tape-Open）的LTO-7已經擁有最大6TB的存儲容量，支援現代的高級加密/解密標準，用於伺服器資料備份，同時期的硬碟機最大容量也只有4TB（至2016年方有6TB容量的硬碟機出現，但是售價高昂）。

## 另見
- 磁带存储
- 錄音帶
- 錄影帶
- 磁帶櫃
- 光碟櫃